# Playa del Rey
Playa del Rey – nadmorska dzielnica Los Angeles. Szacowana liczba mieszkańców w 2008 roku - 11 317.
Dzielnica od północy poprzez potok Ballona graniczy z osadą Marina del Rey, z północnego wschodu z Playa Vista, ze wschodu z Westchester od południa z miastem El Segundo. Duża część dzielnicy pozostaje niezamieszkana z powodu sąsiedztwa z portem lotniczym w Los Angeles (LAX).

## Znani mieszkańcy
- Sugar Shane Mosley - były amerykański bokser i były zawodowy mistrz świata organizacji WBA, kupił dwa domy blisko plaży. Żyje w nich ze swoją dziewczyną Tristą Pudani i ich dziećmi.
- Mel Blanc - aktor głosowy, komik i muzyk. W latach czterdziestych mieszkał przy alei Ellen Avenue, obecnie znajdującej się na terenie portu lotniczego Los Angeles.
- Jerry Buss - były właściciel Los Angeles Lakers
- Dawn Robinson - oryginalny członek grupy muzycznej En Vogue.
- Phil Jackson - były trener Los Angeles Lakers.[2]
- Anissa Jones aktorka
- Carmen Twillie, aktorka i piosenkarka
- Donda West - matka artysty hiphopowego Kanye Westa.[3]
- Anthony Michael Hall - aktor
- Benny Mardones - piosenkarz i autor tekstów
- Charles Bickford - aktor filmowy i telewizyjny, największe sukcesy odnosił w latach czterdziestych i pięćdziesiątych.[4]
- William C. deMille - reżyser filmowy.
- Lenda Murray, zawodowa kulturystka
- Taylour Paige - aktorka i tancerka.
- William J. Dodd - architekt.
- Patrick Long - kierowca rajdowy.